# Danny Fowler
Danny Fowler (* 30. Juli 1956) ist ein ehemaliger englischer Snookerspieler, der zwischen 1984 und 1997 dreizehn Jahre als Profispieler verbrachte. In dieser Zeit erreichte er zwei Mal das Halbfinale eines Weltranglistenturnieres sowie den 28. Platz der Snookerweltrangliste.

## Karriere

### Erste Profijahre
Fowler, ein früherer Müllmann, wurde im Alter von 28 Jahren zur Saison 1984/85 Profispieler. Während seiner ersten Profisaison konnte Fowler zumeist gute Ergebnisse vorweisen, sodass eine Teilnahme an der Runde der letzten 64 beim Grand Prix sein schlechtestes Ergebnis darstellte. Davon abgesehen erreichte er beim Classic und bei der Snookerweltmeisterschaft die Runde der letzten 48 und bei den International Open, bei der UK Championship und bei den British Open sowie zusätzlich auch bei dem Non-ranking-Turnier English Professional Championship die Runde der letzten 32. Dadurch wurde er auf der Weltrangliste der folgenden Saison auf Rang 55 geführt.
Im Verlaufe der nächsten Saison schied Fowler bei der Matchroom Trophy, beim Classic und bei den British Open in der Runde der letzten 64 aus, erreichte aber im Gegensatz dazu beim Grand Prix, bei der UK Championship und nicht zuletzt auch bei der English Professional Championship sowie bei der Snookerweltmeisterschaft die Runde der letzten 32. Auf der Weltrangliste konnte er sich infolgedessen um 22 Plätze auf Rang 33 verbessern.
Neben zwei Auftaktniederlagen erreichte er während der Saison 1986/87 sowohl bei den International Open als auch beim Grand Prix die Runde der letzten 64, bei der Snookerweltmeisterschaft die Runde der letzten 48 sowie bei der English Professional Championship und beim Classic die Runde der letzten 32. Trotzdem verlor er auf der Weltrangliste sieben Plätze und belegte im Folgenden somit Rang 40.

### Aufstieg auf Platz 29
Auch in der Saison 1987/88 schied Fowler größtenteils spätestens in der Runde der letzten 64 aus. Lediglich bei drei Turnieren kam er über ebenjene Runde hinaus: So zog er bei der Snookerweltmeisterschaft mit seiner Teilnahme an der Runde der letzten 32 bereits zum zweiten Mal in die Hauptrunde der WM im Crucible Theatre ein und verlor dort gegen Tony Knowles, während er zum einen bei dem Non-ranking-Turnier English Professional Championship und zum anderen bei der UK Championship das Achtelfinale erreichte. Dennoch verschlechterte er sich auf der Weltrangliste um drei weitere Plätze auf Rang 43.
Im Laufe der nächsten Saison schied Fowler bei fünf Turnieren in der Runde der letzten 64 aus und erreichte beim Canadian Masters die Runde der letzten 32. Zudem zog er neben der English Professional Championship auch bei der UK Championship und bei den European Open sowie bei einem Event der WPBSA-Non-Ranking-Serie ins Achtelfinale ein. Dadurch verbesserte er sich auf der Weltrangliste um sieben Plätze auf Rang 36.
Während der folgenden Saison 1989/90 verlor Fowler ein Auftaktspiel und schied zudem fünf Mal in der Runde der letzten 64 sowie bei den European Open 1990 und bei der Snookerweltmeisterschaft in der Runde der letzten 32 aus. Davon abgesehen zog er beim ersten WPBSA-Non-Ranking-Event ins Viertelfinale ein und erreichte beim Grand Prix und beim Dubai Classic mit zwei Teilnahmen am Halbfinale eines Ranglistenturnieres sein bestes Karriereergebnis. Während er beim Grand Prix mit 2:9 Steve Davis unterlag, schied er beim Dubai Classic nur relativ knapp mit 4:5 gegen Stephen Hendry aus. Dies bedeutete jedoch auf der Weltrangliste für Fowler einen Sprung auf Rang 29.

### Jahre in der Weltspitze
Im Verlaufe der Saison 1990/91 schied Fowler bei fünf Turnieren in der Runde der letzten 64 sowie bei einem weiteren Turnier in der Runde der letzten 48 aus. Davon abgesehen verlor er bei der Benson & Hedges Satellite Championship, einem Non-ranking-Turnier, beim Classic, beim Einzelwettbewerb der Männer beim World Masters sowie bei den British Open in der Runde der letzten 32, sodass er lediglich bei der UK Championship über diese Runden hinaus kam. Dort erreichte er das Viertelfinale und schied mit einem 3:9 gegen Stephen Hendry aus. Auf der Weltrangliste konnte er sich infolgedessen um einen Rang auf Platz 28 verbessern, welcher Fowlers beste Weltranglistenplatzierung darstellt.
Ähnlich wie die vorherige Saison verlief für Fowler die folgende Saison, in der er erneut in großen Teilen spätestens in der Runde der letzten 32 eines Turnieres ausgeschieden war. Lediglich beim Classic und bei den Strachan Open kam er jeweils über diese Runde hinaus, schied aber jeweils im Achtelfinale gegen Stephen Hendry beziehungsweise James Wattana aus. Auf der Weltrangliste bedeutete dies für Fowler ein Verlust von zwei Plätzen.
Mit der Saison 1992/93 verschlechterte sich Fowlers Abschneiden, sodass seine drei Teilnahmen an einer Runde der letzten 32 – beim Dubai Classic, bei den European Open und bei der Snookerweltmeisterschaft – Fowlers beste Saisonergebnisse waren. Während seiner 1:10-Niederlage gegen Stephen Hendry erzielte Fowler insgesamt nur 191 Punkte, was einen Negativrekord darstellte. Erst 26 Jahre später wurde dieser Rekord unterboten, als im Rahmen der Snookerweltmeisterschaft 2019 der Chinese Luo Honghao bei dessen 0:10-Niederlage gegen Shaun Murphy lediglich 89 Punkte erzielte.

### Letzte Profijahre
In der Saison 1993/94 verlor Fowler schließlich insgesamt fünf Auftaktspiele. Davon abgesehen erreichte er bei der UK Championship, bei den International Open und bei einem Event der Strachan Challenge die Runde der letzten 64 sowie bei der Benson and Hedges Championship, bei einem weiteren Strachan-Challenge-Event und bei den European Open die Runde der letzten 32. Dies bedeutete in Hinsicht auf die Weltrangliste ein Abrutschten auf Rang 46.
In den folgenden beiden Saisons nahm Fowler insgesamt an 19 Turnieren teil, konnte jedoch nur bei drei Turnieren überhaupt sein Auftaktspiel gewinnen. Während er in der Spielzeit 1994/95 bei der UK Championship und bei den Welsh Open siegreich war, anschließend jedoch jeweils in der Runde der letzten 64 gegen Mark Bennett beziehungsweise Jason Ferguson verlor, besiegte er in der nächsten Saison im Rahmen der Qualifikation für die Snookerweltmeisterschaft Michael Judge und Surinder Gill, bevor er sich in der Runde der letzten 48 Willie Thorne geschlagen geben musste. Auf der Weltrangliste stürzte er über Rang 65 auf Rang 90 ab.
Mit der Saison 1996/97 begrenzte Fowler seine Auftaktniederlagen auf ein Drittel der Turniere, an denen er teilnahm. Dennoch verlor Fowler bei den übrigen Turnieren drei Mal in der Runde der letzten 128 sowie bei der UK Championship und bei den European Open in der Runde der letzten 96. Lediglich beim Asian Classic gelang ihm der Einzug in die Runde der letzten 64, in der er sich jedoch Stephen Murphy geschlagen geben musste. Zum Ende der Saison rutschte Fowler dadurch auf Platz 114 der Weltrangliste ab, sodass er nach dreizehn Jahren als Profispieler seinen Profi-Status verlor. Im Anschluss daran arbeitete er auf einer auf Maden spezialisierten Farm eines Freundes. Zumindest im Jahre 2019 lebte Fowler in Worksop.